# Ballon-balai

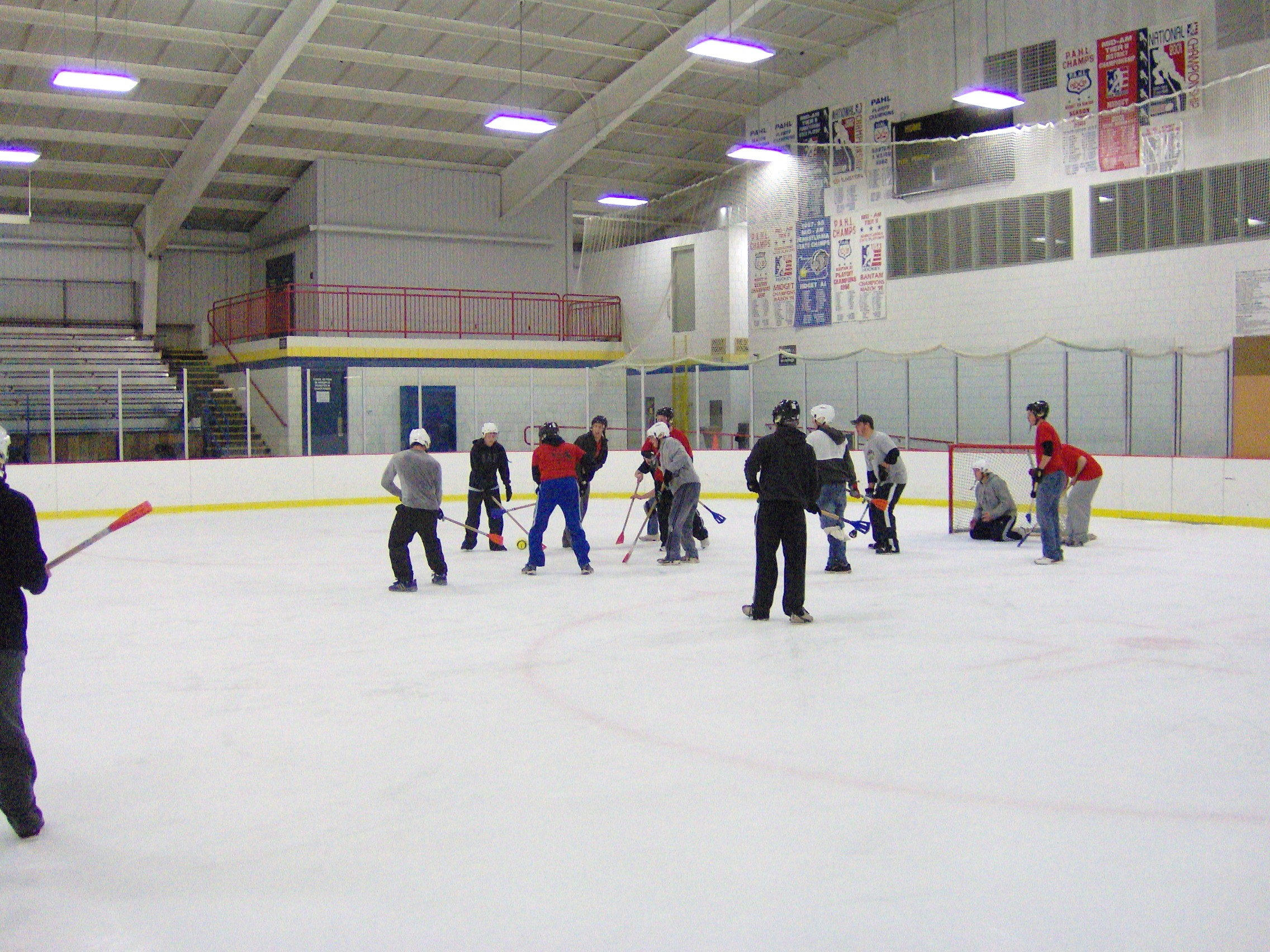
Partie de ballon-balai

Le ballon-balai, aussi appelé ballon sur glace et parfois balai-ballon (en anglais Broomball), est un sport sur glace originaire du Canada. Il se joue sur une patinoire de même dimension que celle utilisée pour le hockey sur glace. Il est populaire au Canada et aux États-Unis.
Deux équipes de six joueurs (dont un gardien) s'affrontent. Le but du jeu est de marquer plus de buts que son adversaire. Les buts sont inscrits en frappant le ballon dans les filets adverses en utilisant son balai. Les tactiques et le jeu sont similaires au hockey sur glace.
Les joueurs frappent une petite balle avec un manche appelé le balai (fait soit en bois, soit en aluminium) au bout duquel est installée une brosse en forme triangulaire (à l'instar d'un balai). L'autre particularité réside dans le fait que les joueurs ne sont pas équipés de patins à glace, mais de chaussures spongieuses.

## Équipement
Il y a toute une variété d'équipement qui est utilisé au ballon-balai. Tout comme pour le hockey sur glace, les joueurs sont invités à porter diverses protections afin de garantir le bon fonctionnement à long terme de certaines parties du corps jugées plus à risque telles que les coudes, les genoux et les parties intimes.

### Équipement usuel

#### Balai
Le balai est le bâton servant à jouer au ballon-balai. Traditionnellement, il s'agissait d'un balai domestique dont les poils étaient gelés et maintenus en place par un manche de plastique ou par du ruban adhésif entoilé, une technique qui permettait de les durcir. Aujourd'hui encore, cette dernière approche de renforcement est utilisée dans différentes compétitions de ballon-balai. Toutefois, les balais sont dorénavant fabriqués en bois ou en aluminium et leur extrémité se compose d'un matériau de plastique de forme triangulaire adapté aux conditions hivernales.
D'après les règlements internationaux, la longueur maximale d'un balai ne doit pas dépasser 1,35 mètre. Il n'y a cependant pas de minimum puisque celui-ci dépend de la morphologie de chaque joueur. Lorsque ce dernier se tient nonchalamment sur place en ayant les bras détendus, le balai devrait idéalement atteindre au moins la hauteur de son nombril.

#### Ballon

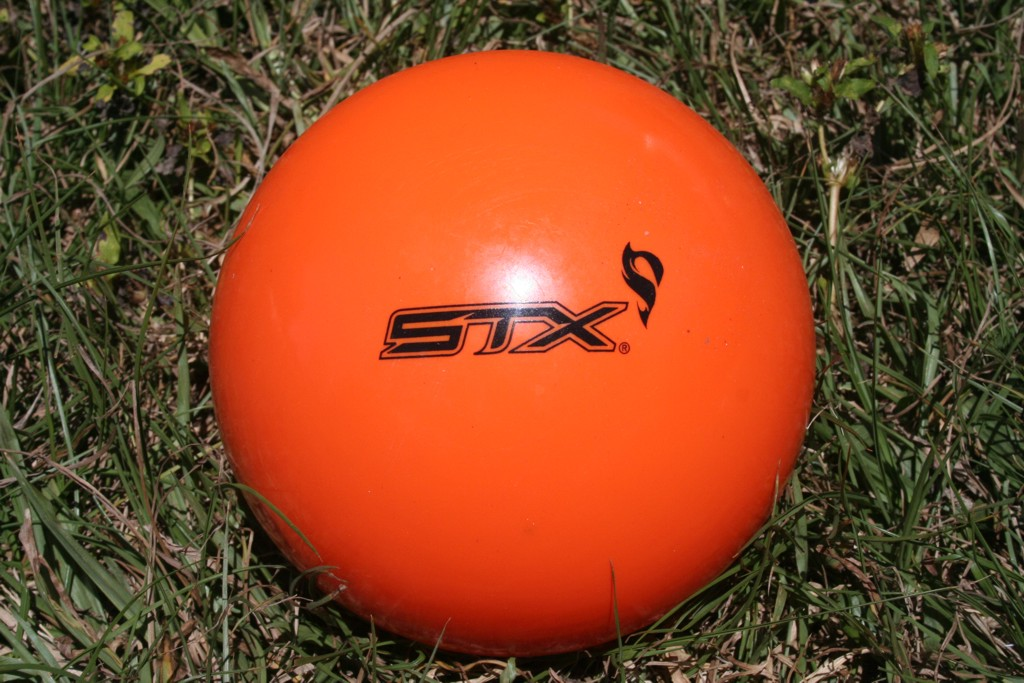
Balle d'intérieur

Au ballon-balai, le ballon est sphérique : sa circonférence est d'environ 20 centimètres. Il est fait de plastique de couleur orangée ou bleue. Les ballons orange sont faits pour jouer à l'intérieur tandis que les ballons bleus sont pour l'extérieur.

#### Cage de but
Durant une partie, une cage de but est placée de chaque côté de la patinoire, afin que les adversaires puissent tenter de marquer des points. Le filet est attaché aux pôles de la cage pour éviter que le ballon ne passe à travers.
Dans les compétitions internationales et dans la plupart des pays où l'on pratique le ballon-balai, la cage de but mesure 1,5 mètre par 2,1 mètres. Aux États-Unis, les dimensions sont supérieures : on préfère en effet employer des cages mesurant 1,7 mètre par 2,35 mètres.

### Équipement de base du joueur

#### Chaussures
Les souliers de ballon-balai sont conçus spécialement pour améliorer la cohésion des semelles de caoutchouc à la surface de la glace. Beaucoup de marques modernes sont maintenant manufacturées avec des caractéristiques comme l'amélioration du support des orteils et des chevilles ainsi que l'imperméabilité.

#### Casque
Les casques sont requis, selon les règles internationales, pour tous les joueurs. Ces derniers peuvent, de manière adventice, munir leur grille de fils métalliques ou bien d'une visière de plastique hyalin fixée à l'avant pour couvrir leur visage.

#### Protecteurs
Les pièces de protection destinées aux épaules et à la poitrine sont optionnelles, mais doivent correspondre à la silhouette du corps lorsqu'elles sont portées. Pour les femmes, des plaques supplémentaires peuvent être ajoutées au niveau des seins. Des protecteurs sont également enfilés aux genoux et aux coudes, sans oublier le port des protège-tibias, qui préviennent efficacement les blessures à ces endroits. Ils sont habituellement faits d'un dur plastique ou de mousse et doivent être dissimulés sous l'uniforme arborant les couleurs de l'équipe.

#### Gants
Les gants sont communément utilisés pour protéger les mains du joueur. Souvent, ils ont une mousse additionnelle sur le dessus pour bonifier la protection.

#### Coquille
Beaucoup de joueurs masculins portent une coquille pour protéger leurs parties intimes. De manière plus familière, on utilise le terme anglais jockstrap, que l'on peut traduire par suspensoir.

#### Équipement des gardiens de but
Les gardiens portent généralement une grille couvrant tout leur visage, en ajoutant les protecteurs jambiers, fessiers et pectoraux ainsi que les épaulettes. Ils ont droit d'utiliser un gant particulier de forme rectangulaire (blocker, en anglais) pour arrêter les tirs, semblable à celui des hockeyeurs.

## Manière de jouer
Une partie typique de ballon-balai est séparée en deux périodes. Chaque équipe est constituée d'un gardien et de cinq autres joueurs, parmi lesquels on retrouve fréquemment deux défenseurs et trois attaquants (deux ailiers et un centre). Si la surface de la glace est particulièrement petite, on choisit parfois de mettre moins de joueurs sur la patinoire.
L'objectif du jeu est de marquer des points dans le but de l'équipe adverse : l'équipe qui compte le plus de points au cours de la partie remporte le match. Dans certains tournois, si le pointage indique une partie nulle, une période additionnelle est jouée pour déterminer le vainqueur.

## Arbitrage
Les parties de ballon-balai sont contrôlées par deux arbitres qui sont présents sur la surface de jeu. Ces deux personnes possèdent des droits égaux pour décider des pénalités, des hors-jeu, des buts, etc. Il y a aussi des arbitres extérieurs au jeu, leur nombre dépendant du niveau auquel la partie se joue. On retrouve notamment des personnes qui ont pour tâche d'afficher le score, le temps restant à la période, la durée des pénalités, mais aussi des gens qui s'occupent de juger de la validité des points marqués.
Les arbitres sont généralement vêtus d'un jersey ligné verticalement de bandes blanches et de bandes noires et portent un bandeau écarlate sur un bras. Ils utiliseront ce même bras coloré pour signaler les pénalités durant la partie.

## Histoire
Jusqu'à maintenant, il n'existe pas d'histoire complète et précise au sujet du ballon-balai. Toutefois, le consensus moderne veut qu'il soit originaire du Canada et qu'il fut né d'une simple expérimentation d'une partie de hockey ne nécessitant pas le port de patins. Néanmoins, une recherche récente indique qu'un sport similaire au ballon-balai était connu sous le nom de knattleikr et était joué en Islande au XVIIIe siècle. Ce sport était presque considéré comme une guerre, avec des morts occasionnelles, puisqu'une partie pouvait impliquer des villages entiers jusqu'à 14 jours. L'écrivain Hord Grimkellson a reporté, durant une partie entre Strand et Botn, qu'avant le crépuscule, six des joueurs de Strand gisaient au sol alors qu'aucun du côté de Botn n'avait subi de pareilles atrocités.
Les premières parties de ballon-balai enregistrées en Amérique du Nord le furent en Saskatchewan, en 1909, et en Ontario, en 1911, bien que des évidences permettent de croire que le ballon-balai était pratiqué dès les années 1890. Le sport s'est répandu du Canada vers les États-Unis, devenant spécialement populaire au Minnesota où, dans les années 1960, une communauté de ballon-balai s'agrandissait.
Dans les décennies qui suivirent et dans les années 1980, le ballon-balai s'est popularisé à l'échelle internationale. Des parties étaient organisées en Australie, au Japon, en Suède, en Italie, en Allemagne et en Suisse.

## Siège social principal
La IFBA (International Federation of Broomball Associations) est le centre opératoire mondial du ballon-balai, dont le siège social se trouve au Canada.
Tous les deux ans, la IFBA organise les Championnats mondiaux de ballon-balai (aussi connus comme étant la Challenge Cup), un événement planétaire auquel des équipes en provenance de partout sur le globe prennent part. Historiquement, les Championnats ont été dominés par les équipes les plus fortes de l'Amérique du Nord.

## Siège social des États-Unis
L'organisation américaine reconnue par la IFBA est la USA Broomball. Celle-ci est responsable des sanctions qui s'appliquent lors des tournois. Elle s'occupe aussi de l'entraînement ainsi que de la certification des arbitres et se charge de faire reconnaître les différents États. Les États actuellement reconnus par la USA Broomball sont le Colorado, l'Iowa, le Michigan, le Minnesota, le Nebraska, New York, le Dakota-du-Nord et l'Ohio.
De plus, la USA Broomball organise et supervise le Championnat annuel national des États-Unis. Durant les années impaires, c'est le Minnesota (la capitale du ballon-balai non officielle des États-Unis, accueillant facilement la majorité des ligues et des équipes du pays) qui reçoit les Championnats nationaux. Un autre État reconnu par l'organisation assume le bon déroulement du tournoi durant les années paires.
Ce qui suit est une liste des récents receveurs des Championnats nationaux.
- 2004 : Omaha (Nebraska)
- 2005 : Rosemount (Nebraska)
- 2006 : Westlake (Ohio)
- 2007 : Blaine (Minnesota) (confirmé)
- 2008 : Fargo (Dakota du Nord) (prévu)

D'après le site officiel de la USA Broomball, Fargo (Dakota du Nord) s'est mérité les droits de réception pour l'année 2008.

## Ballon-balai à travers le monde
Le ballon-balai est désormais un sport récréatif internationalement établi qui est pratiqué par bon nombre de pays partout dans le monde. Le Canada et les États-Unis sont les deux protagonistes de ce sport avec leur équipe locale qui s'affrontent régulièrement dans de prestigieux tournois tenus annuellement d'un bout à l'autre de l'Amérique du Nord.
Le ballon-balai devient de plus en plus populaire internationalement. Au Japon, quelques-unes des meilleures équipes sont attirées par des tournois réguliers. L'Australie tient son Championnat annuel national de ballon-balai dans des centres dans l'ensemble du pays et ses adeptes se font plus nombreux jour après jour, malgré le fait que les sports sur glace n'y sont pas considérés comme étant populaires. La Suisse et l'Italie forment de fortes équipes qu'elles envoient fréquemment dans des tournois en Amérique du Nord pour les représenter. La Grande-Bretagne se joint elle aussi au mouvement avec son tournoi annuel joué au Broadgate Ice Centre à Londres, caractérisé par la présence de talentueux joueurs nord-américains et la crème des joueurs britanniques. D'autres pays pratiquent le ballon-balai, comme la Finlande, l'Allemagne et la Russie.

## Variations
Il existe trois formes de base au ballon-balai : des équipes masculines, des équipes féminines et des équipes mixtes.
Chaque équipe masculine ou féminine peut choisir de prendre part à des catégories où le contact est toléré ou non. La plupart des compétitions mondiales dans ce genre d'équipe se basent sur les mêmes règles de contact qu'au hockey sur glace. Les États-Unis préfèrent, quant à eux, le non-contact.
Le ballon-balai mixte implique des matchs entre des équipes qui comportent un nombre égal de mâles et de femelles sur la glace. Par nature, on ne retrouve pas de contact dans ces parties.
À la Michigan Tech University, le ballon-balai se joue sur de petites patinoires extérieures. Les équipements spéciaux ne sont pas permis, tout comme les chaussures qui permettent une traction supplémentaire. En outre, les balais sont faits avec les traditionnels poils en paille jaune hérissés.

## Le futur du ballon-balai
Le ballon-balai continue de prendre de l'expansion. Par ailleurs, en raison de la renommée du sport au Canada, aux États-Unis ainsi que dans d'autres pays, la IFBA parle maintenant d'amener le ballon-sur-glace aux Jeux olympiques d'hiver. La Fédération canadienne de ballon-balai est un membre du comité canadien Olympique et d'autres fédérations sont attendues pour bientôt. Des Universités comme Michigan Tech s'engagent dans le ballon-balai, devenu pour elles une tradition fort populaire (1400 étudiants de la Michigan Technological University participent à ce sport).
L'avenir de ce sport semble prometteur. Étiqueté comme étant «le sport d'équipe sur glace alternatif», le ballon-balai offre une option moins brutale que le hockey aux joueurs. Au niveau élite, le ballon-balai est un sport très rapide qui demande de bonnes habiletés manuelles, ce qui donne un excellent spectacle. Au niveau plus récréatif, le ballon-balai sur glace peut être agréable pour tous les joueurs, indépendamment de leurs aptitudes.